# Portugal op het Eurovisiedansfestival
Portugal deed in 2007 en 2008 mee aan het Eurovisiedansfestival.
In 2007 stuurde Portugal Sónia Araújo en Ricardo Silva naar het festival. Met de jive en de tango haalden ze een 6de plaats.
Ook in 2008 deed Portugal mee. Dit keer met Raquel Tavares en João Tiago. Zij dansten de rumba en de tango. Dit keer behaalde Portugal de 8ste plaats.
Sinds 2009 wordt het festival niet meer gehouden.

## Lijst van Portugese deelnames
| Jaar | Artiest                       | Stijl          | Plaats | Punten |
| ---- | ----------------------------- | -------------- | ------ | ------ |
| 2007 | Sónia Araújo en Ricardo Silva | jive en tango  | 6      | 74     |
| 2008 | Raquel Tavares en João Tiago  | rumba en tango | 8      | 61     |
| 2009 | /                             | /              | /      | /      |

2007 · 2008 
Zie ook: Eurovisiesongfestival · Junior Eurovisiesongfestival · Eurovision Young Musicians · Eurovision Young Dancers · Eurovision Choir
Azerbeidzjan · Denemarken · Duitsland · Finland · Griekenland · Ierland · Litouwen · Nederland · Oekraïne · Oostenrijk · Polen · Portugal · Rusland · Spanje · Verenigd Koninkrijk · Wit-Rusland · Zweden · Zwitserland